# Фудзиидера
Фудзиидера (яп. 藤井寺市 Фудзиидэра-си) — город в Японии, находящийся в префектуре Осака. Площадь города составляет 8,89 км², население — 65 851 человек (1 августа 2014), плотность населения — 7407,31 чел./км².

## Географическое положение
Город расположен на острове Хонсю в префектуре Осака региона Кинки. С ним граничат города Яо, Касивара, Хабикино, Мацубара.

## Население
Население города составляет 65 851 человек (1 августа 2014), а плотность — 7407,31 чел./км². Изменение численности населения с 1980 по 2005 годы:
| 1980 | 63 726 чел. |  |
| 1985 | 65 252 чел. |  |
| 1990 | 65 922 чел. |  |
| 1995 | 66 988 чел. |  |
| 2000 | 66 806 чел. |  |
| 2005 | 65 780 чел. |  |

## Символика
Деревом города считается слива японская, цветком — хризантема.